# ヘレフォードFC
ヘレフォード・フットボール・クラブ（Hereford Football Club）はイングランド、ヘレフォードをホームタウンとするサッカークラブである。2021-22シーズンはナショナルリーグ・ノースに所属。
2014年に解散したヘレフォード・ユナイテッドFCのサポーター有志により後継クラブとして創設された。クラブのモットーとして "Our greatest glory lies in not in ever had fall, but in rising when we fall". （日本語訳：我々の最大の栄光は落ちたことがない事ではなく、落ちた時に立ち上がった事である。）を掲げている。

## 過去の成績
| 2015–16      | ミッドランド・フットボールリーグ・プレミア・ディビジョン   | 9 | 42 | 35 | 3  | 4  | 138 | 33 | 105 | 108 | 1位  |
| 2016–17      | サザンフットボールリーグ・ディヴィジョン1・サウス&ウェスト | 8 | 42 | 33 | 8  | 1  | 108 | 32 | 76  | 107 | 1位  |
| 2017–18      | サザンフットボールリーグ・プレミアディヴィジョン           | 7 | 46 | 36 | 5  | 5  | 111 | 33 | 78  | 113 | 1位  |
| 2018-19      | ナショナルリーグ・ノース                                   | 6 | 42 | 11 | 16 | 15 | 47  | 58 | -11 | 49  | 17位 |
| 2019–20      | ナショナルリーグ・ノース                                   | 6 | 35 | 9  | 12 | 14 | 39  | 56 | -17 | 39  | 16位 |
| Source: FCHD |                                                            |   |    |    |    |    |     |    |     |     |      |

## タイトル
- サザンフットボールリーグ・プレミアディヴィジョン : 1回
  - 2017-18

- サザンフットボールリーグ・ディヴィジョン1・サウス&ウェスト : 1回
  - 2016-17

- ミッドランド・フットボールリーグ・プレミア・ディビジョン : 1回
  - 2015-16

- ミッドランド・フットボールリーグ・カップ : 1回
  - 2015-16

- ヘレフォードシャー・カウンティ・カップ : 3回
  - 2015-16 2016-17 2017-18